# Jakab Kata
Jakab Kata Rebeka (Budapest, 1993. december 22. –) magyar bajnok labdarúgó, középpályás, hátvéd. Jelenleg a Grund 1986 FC edzője.

## Pályafutása
2002-ben a Grund 1986 utánpótlás csapatban kezdte a labdarúgást melynek 2011 nyaráig volt játékosa. Jelenleg az MTK szerződtetett játékosa. A 2009—10-es első osztályú bajnokságban először az MTK, majd a Taksony csapatában szerepelt kölcsönjátékosként, ahol az U17-es csapattal bajnok lett. Az MTK-ban hét mérkőzésen lépett pályára és ezzel a bajnokcsapat tagja lett. 2011 tavaszán a Femina csapatában játszott, a 2011–12-es idényben ősszel az MTK-nál, tavasszal az Astra Hungary FC csapatánál szerepelt. 2013 nyarán a Ferencvárosi TC együtteséhez igazolt.
2011-től a Vesta női futsal csapatának tagja. A csapattal bajnok és kupagyőztes lett 2011-ben.
Miután abbahagyta a versenysportot edzőnek tanult. Jelenleg B liszensszel rendelkezik. A Ferencváros női utánpótlásának edzője volt, majd az U19-es női válogatottjának pályaedzője lett. Jelenleg a Grund 1986 FC utánpótlás edzője.

## Sikerei, díjai
Labdarúgás
- Magyar bajnokság
  - bajnok: 2009–10, 2011–12[1]
  - 2.: 2012–13
  - 3.: 2010–11, 2011–12[1]
- Magyar kupa
  - győztes: 2012
  - döntős: 2013

Futsal
- Magyar bajnokság
  - bajnok: 2010–11
- Magyar kupa
  - győztes: 2011